# Manaka Miura
Manaka Miura (japanisch 三浦 愛華 Miura Manaka; * 14. Februar 2002) ist eine japanische Leichtathletin, die sich auf den Sprint spezialisiert hat.

## Sportliche Laufbahn
Erste internationale Erfahrungen sammelte Manaka Miura im Jahr 2023, als sie bei den World University Games in Chengdu mit 24,54 s in der ersten Runde im 200-Meter-Lauf ausschied und mit der japanischen 4-mal-100-Meter-Staffel in 44,66 s den vierten Platz.
2021 wurde Miura japanische Hallenmeisterin im 60-Meter-Lauf.

## Persönliche Bestleistungen
- 100 Meter: 11,53 s (+1,6 m/s), 22. April 2023 in Hiratsuka
  - 60 Meter (Halle): 7,38 s, 18. März 2021 in Osaka
- 200 Meter: 24,10 m (+1,4 m/s), 5. Mai 2022 in Nara